# OBP2A
OBP2A (англ. Odorant binding protein 2A) – білок, який кодується однойменним геном, розташованим у людей на короткому плечі 9-ї хромосоми. Довжина поліпептидного ланцюга білка становить 170 амінокислот, а молекулярна маса — 19 318.
| 10         |  | 20         |  | 30         |  | 40         |  | 50         |
| ---------- |  | ---------- |  | ---------- |  | ---------- |  | ---------- |
| MKTLFLGVTL |  | GLAAALSFTL |  | EEEDITGTWY |  | VKAMVVDKDF |  | PEDRRPRKVS |
| PVKVTALGGG |  | NLEATFTFMR |  | EDRCIQKKIL |  | MRKTEEPGKF |  | SAYGGRKLIY |
| LQELPGTDDY |  | VFYCKDQRRG |  | GLRYMGKLVG |  | RNPNTNLEAL |  | EEFKKLVQHK |
| GLSEEDIFMP |  | LQTGSCVLEH |  |            |  |            |  |            |

A: Аланін

C: Цистеїн

D: Аспарагінова кислота

E: Глутамінова кислота

F: Фенілаланін

G: Гліцин

H: Гістидин

I: Ізолейцин

K: Лізин

L: Лейцин

M: Метіонін

N: Аспарагін

P: Пролін

Q: Глутамін

R: Аргінін

S: Серин

T: Треонін

V: Валін

W: Триптофан

Задіяний у таких біологічних процесах, як транспорт, альтернативний сплайсинг. 
Секретований назовні.